# Ein Fall für zwei: Elf Jahre danach
Elf Jahre danach ist der Titel der 23. Episode der Krimiserie Ein Fall für zwei mit Günter Strack und Claus Theo Gärtner in den Hauptrollen.

## Handlung
Die vermögende Frauke Kuiper behauptet gegenüber Dr. Renz, ihr zweiter Ehemann Helmut Kuiper sei elf Jahre zuvor von ihrem ersten Ehemann Udo Lemke erschossen worden. Dies habe sich im Beisein der damals siebenjährigen Tochter Ann ereignet, die im Prozess als Hauptzeugin ausgesagt habe. Lemke werde in wenigen Tagen aus der Haft entlassen, da die Reststrafe zur Bewährung ausgesetzt wurde. Sie verlangt, dass diesem verboten werde, sich seiner Tochter zu nähern. Dr. Renz hält dies für ausgeschlossen und schlägt vor, dass die Tochter stattdessen für längere Zeit verreisen könne.
Zum Abitur erhält Ann als Geschenk von ihrer Familie ein Ticket für eine Reise zu ihrem in den USA lebenden Onkel. Da sie allerdings glücklich mit ihrem Freund Michael Maschede liiert ist, entscheidet sie sich dagegen und täuscht die Abreise lediglich vor. Ihre Mutter beauftragt Josef Matula mit der Observation Udo Lemkes.
Nachdem Lemke sich der Beschattung durch Matula geschickt entzogen hat, setzt Dr. Renz die Familie diesbezüglich in Kenntnis. Er trifft seine Auftraggeberin jedoch nicht an, da diese sich laut der Auskunft seitens ihres Schwagers in einem Sanatorium befinde. Zudem erfährt Dr. Renz von der nicht angetretenen Reise Anns und der Vermutung, dass sie sich bei ihrem Freund aufhalte. Udo Lemke verfolgt Matula unerkannt zu Maschedes Wohnung. Am Abend bricht er dort ein und bringt Ann in ein Hotel.
Am folgenden Tag versuchen unmittelbar anschließend an Dr. Renz auch Udo Lemke und Ann im Sanatorium mit Frauke Kuiper zu sprechen. Der zuständige Arzt lässt dies nur sehr eingeschränkt zu. Matula belauscht das Gespräch heimlich und erfährt, dass Ann ihre Aussage gegen Lemke damals lediglich getätigt habe, nachdem diese ihr angeblich im Wesentlichen von ihrem Onkel Bernd eingeredet worden sei. Da Dr. Renz befürchtet, dass Lemke sich daraufhin an Bernd Kuiper rächen werde, stellt er Ann zur Rede. Diese gibt schließlich zu, damals in Wirklichkeit gesehen zu haben, dass nicht ihr Onkel Bernd, sondern ihre Mutter Frauke die Tat begangen hat.

## Hintergrund

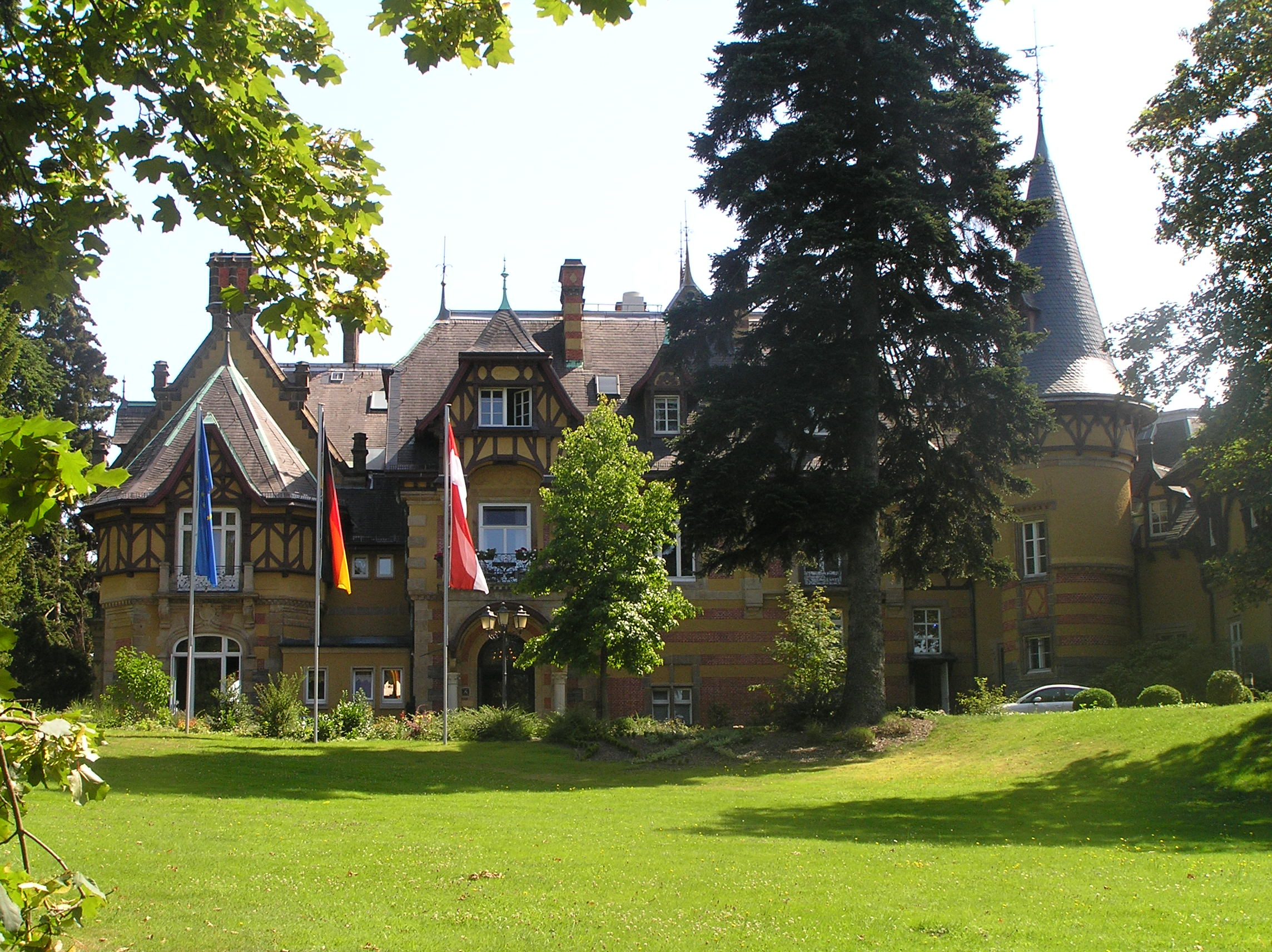
Villa Rothschild

Die Episode wurde überwiegend im Rhein-Main-Gebiet gedreht. In der allerersten Einstellung nach dem Vorspann sind die Fassaden der Zwillingstürme des damals neu errichteten Deutsche-Bank-Hochhauses zu sehen. Die Kulisse der Kanzlei von Dr. Renz befand sich im Hotel InterContinental Frankfurt. Die Szene, die die Haftentlassung Lemkes zeigt, wurde vor einem bis ins Jahr 1997 existierenden Gebäude der Justizvollzugsanstalt Preungesheim gedreht. Bei dem angeblichen Sanatorium Sonnenhof handelt es sich um die Villa Rothschild in Königstein im Taunus.
Im Abspanntext ist der Name des Darstellers Stephan Orlac fehlerhaft als Stefan Orlac angegeben.